# 郭士强
郭士强（1975年7月8日—），辽宁省辽阳市人，前中国国家男子篮球队主力控球后卫，中国国家男子篮球队主教练，前廣州龍獅篮球俱乐部主教练，前辽宁男篮主教练，兼任辽宁篮管中心副主任。中国国家队/辽宁队控球后卫郭艾伦的叔叔。

## 球员生涯
郭士强司职组织后卫，球员时期以准确的中远距离投篮和组织进攻出名，外号“拼命三郎”。他9岁进入辽阳体校学习篮球，1993年进入辽宁队，1994年入选国家青年队，1999年选入国家队，并以主力控卫的身份参加了悉尼，雅典两届奥运会。从1993年到2006年绝大多数时间效力于辽宁男篮（期间租借至四川男篮一年），两获CBA赛季“助攻王”称号。

## 执教生涯
2006年退役后先后出任辽宁女篮助理教练，及辽宁男篮主教练。凭借辽宁队在06-07赛季的出色发挥，郭士强得以进入中国国家队的教练组辅佐尤纳斯。北京奥运会后与闵鹿蕾与阿的江一起成为男篮国家队主教练的人选之一，并以主教练的身份指导2009年的多场热身赛，取得不错的成绩。但是在2009年男篮亚洲锦标赛中，未能带领中国队在本土夺冠。
2017年9月8日，由郭士强率领的辽宁全运队以78-61击败新疆，收获了建队58年来的首个全运会冠军。
郭士强作为主教练带领辽宁男篮四度杀入总决赛，前三次都铩羽而归。2018年4月22日晚，辽宁本钢4-0战横扫由冠军教头李春江带领的浙江广厦，荣登CBA总冠军宝座。至此，辽宁男篮在经历了二十三年的历练，前后七次进入总决赛，终于摘掉了CBA“千年老二”的帽子，实现了联赛首冠的梦想。同时，辽宁男篮也成为中国篮球历史上，继霸主八一和广东之后，第三支包揽全运会冠军和CBA总冠军的“双冠王”。
2020年6月27日晚，辽宁本钢队原主教练郭士强向俱乐部提出辞职，俱乐部决定尊重郭导的个人意愿接受了他的请辞。
2020年8月10日，郭士强確定擔任新賽季廣州龍獅队主教練。

## 家庭方面
已婚，育有一女。现任中国国家男子篮球队主力控球后卫郭艾伦和前东莞队球员郭凯伦是其亲侄子，郭导也因此被广大辽宁球迷在网上戏称“老叔”。

## 职业荣誉
- CBA联赛：98-99赛季中国男篮甲A联赛辽宁男篮获亚军时的主力队员；2007-2008、2014-2015、2015-2016赛季CBA联赛辽宁男篮获亚军时的主教练；2017-2018赛季辽宁男篮获冠军时的主教练。
- 奥运会：2000年，悉尼奥运会中国男子篮球队主力控球后卫，随队获得第十名；2004年雅典奥运会八强。
- 亚青赛：代表中国队夺得1993、1995、1997年三次篮球亚青赛冠军。
- 东亚运动会：2001年东亚运动会男子篮球冠军。
- 夏季世界大学生运动会：2001年夏季世界大学生运动会男子篮球亚军。
- 亚运会：2002年亚运会男子篮球亚军。
- 男篮亚洲锦标赛：2003年男篮亚洲锦标赛冠军。
- 2007年与阿的江一起获得该年度中国男子篮球职业联赛优秀教练。
- 男篮亚洲锦标赛：以教練身份獲得2009年男篮亚洲锦标赛亞军。
- 全运会：2013年第十二届全运会男子篮球青年组冠军，2017年第十三届全运会男子篮球冠军。

## 参看
- 辽宁盼盼篮球俱乐部
- 中国国家男子篮球队

## 外部連結
- 郭士强在fiba.basketball（英语）
- 郭士强在archive.fiba.com（存檔）（英语）
- 郭士强在中国男子篮球职业联赛官網
- 郭士强在Basketball-Reference.com（國際）（英语）
- 郭士强在Eurobasket.com（球員）（英语）
- 郭士强在Proballers（英语）
- 郭士强在RealGM（球員）（英语）
- 郭士强在Eurobasket.com（教練）（英语）
- 郭士强在Olympics.com（英语）
- 郭士强在Olympedia（英语）
- 郭士强在Chinese Olympic Committee (archived)（英语）